# Die Abenteurerin von Tunis
Die Abenteurerin von Tunis (alternativer Verleihtitel auch Abenteuer in Tunis) ist ein deutscher Abenteuerfilm aus dem Jahre 1931 mit Ellen Richter in der Titel- und zugleich ihrer ersten Tonfilmrolle. Regie führte ihr Ehemann Willi Wolff.

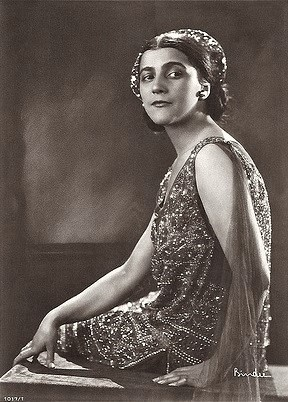
In der Titelrolle: Ellen Richter

## Handlung
Aufstand in Nordafrika. Die in den dortigen Kupferminen des Pariser Industriellen Bertell arbeitenden europäischen Facharbeiter werden von wilden und gefährlichen Arabern belagert und benötigen unbedingt Hilfe von außen, genauer: Der Firmenleitung. Da ein militärisches Eingreifen von den Militärs und der Regierung abgelehnt wird, entsendet Konzernchef Henry Bertell seinen Neffen René, auf dass dieser auf Schleichwegen den Belagerten die dringend benötigten Waffen mitsamt Munition zukommen lässt. René Bertell, zugleich designierter Erbe der Firma, macht sich sofort auf den Weg nach Tunis, um von dort zu den verzweifelten Firmenangestellten vorzustoßen. Der alte Bertell daheim ist sich sicher, dass die Konkurrenz in Gestalt des schurkischen Ausbeuters Valera hinter den Unruhen steckt und die ortsansässigen Araber gegen Bertells Kupferminenarbeiter aufgestachelt hat. René ahnt nicht, dass auch mit ihm ein böses Spiel gespielt wird. Valeras Handlanger in Paris, Ferrero, hat auf Bertells Neffen die verführerische Colette angesetzt, eine Tänzerin. Sie soll ihn bereits in Frankreich in eine Falle locken und nimmt zunächst einmal die wichtigen Frachtbriefe der explosiven Ladung an sich. 
Doch man kommt sich näher, und Colette wechselt die Seiten, da sie zu dieser Täuschung gezwungen wurde und im Lauf der Reise, die sie zunächst nach Südfrankreich und an die Riviera führt, eine Läuterung durchmacht. Sie begleitet René, ein durchtrainierter junger Kerl, der sich auch im Schießen und Boxen versteht, auf der anstrengenden und gefahrvollen Zugreise in den Süden. Von nun an hat das ungleiche Paar eine Fülle von Abenteuern zu bestehen, ehe es daran denken kann, den Eingeschlossenen in der Mine zu Hilfe zu kommen. In Tunis ist Colette René eine große Hilfe, denn hier kennt sich die Tänzerin gut aus. In dem korpulenten Emil Dupont, der von sich behauptet, er sei Experte für Nordafrika, in Wahrheit aber nur seiner zänkischen Ehefrau Agathe, die ihm buchstäblich an den Fersen haftet, entfliehen will, finden Colette und René einen weiteren Helfershelfer. In der tunesischen Kapitale wurden die Waffen und die Munition derweil bei einer Speditionsfirma eingelagert, da ein Weitertransport nicht möglich erschien. Doch schließlich kann das Waffenlager in Besitz genommen werden, und der kleine Trupp macht sich auf die gefährliche Reise ins nordafrikanische Landesinnere, in die Wüste. Mit einer Karawane transportieren Colette und René schließlich ihre heikle Fracht bis zur Mine und können am Zielort in letzter Minute den Eingeschlossenen zu Hilfe kommen. Die Arbeiter werden somit ebenso gerettet wie der Bestand der Kupfermine gesichert. Jetzt ist endlich auch die Zeit gekommen, dass sich René und Colette einander ihre Liebe eingestehen können.

## Produktionsnotizen
Die Abenteurerin von Tunis entstand zwischen Juni und Juli 1931 an zahlreichen Drehorten in Frankreich (Paris, Côte d’Azur, Nizza, Marseille), Italien (Genua und die Riviera) und Tunesien (Tunis und die Nordsahara). Der Film passierte die deutsche Zensur am 1. September 1931 und wurde am 10. September 1931 in Stuttgart uraufgeführt. Die Berliner Premiere war am 14. Oktober 1931.
Die Filmbauten schufen Robert Neppach und Willy Schiller. Regisseur Wolff schrieb auch die Liedtexte. Sein Regieassistent war Bruno Lopinski. Bruno Timm diente als Kameraassistent.
Ein Musiktitel wurde gespielt: Kennst Du das Land, wo man heißer sich liebt?

## Kritik
Die Österreichische Film-Zeitung sah in Die Abenteurerin von Tunis einen „sehr verheißungsvollen Anfang auf dem Gebiet des deutschen Reise- und Abenteurer-Tonfilms“ und befand, dass Regisseur Wolff die Handlung „mit Schwung und Temperament“ inszeniert habe. Weiters hieß es: „Die abenteuerlichen Ereignisse überstürzen sich, der bunte Wechsel der Szenerie, das großartige Tempo und die unentwegt gesteigerte Spannung nehmen Auge und Ohr des Beschauers vollständig gefangen. (…) Man bekommt in diesem Film ungemein viel, ungemein Interessantes und Schönes zu sehen. Paris, Marseille, Nizza mit seinem Karnevalstreiben, das die beiden flüchtenden Helden aufnimmt, französische und italienische Riviera, Genua ziehen an den Augen des Beschauers vorüber. Herrliche Bilder aus Tunis, aus der Wüste … optische und akustische Wirkungen von stärkster Eindringlichkeit.“